# Ассоль (телефильм)
«Ассоль» — советский полнометражный анимационно-игровой видеофильм 1982 года, экранизация по мотивам романа А. С. Грина «Алые паруса». Последняя работа режиссёра Бориса Степанцева.

## Сюжет
В небольшой рыбацкой деревне отшельником жил отставной моряк Лонгрен с дочерью. Овдовев, он один растил маленькую Ассоль. С детских лет она ждала человека, который приедет за ней на корабле под алыми парусами. Над Ассоль смеялась вся деревня, но однажды настал день, когда её мечта сбылась.

## В ролях
- Елена Зайцева — Ассоль
  - Марина Рязанцева — Ассоль в детстве
- Андрей Харитонов — Артур Грэй
  - Денис Бондарь, Андрей Говоров — Артур Грэй в детстве
- Лембит Ульфсак — Лонгрен
- Марина Ямпольская — Мери
- Владимир Сошальский — Меннерс
- Александр Литовкин — Хин
  - Андрей Хайкин, Анатолий Христюшин — Хин в детстве
- Наталия Власова — мать Грэя
- Николай Забродин — отец Грэя
- Игорь Ясулович — сказочник
- Елена Максимова — соседка
- Геннадий Бортников — авторский текст

## Съёмочная группа
- Сценарий и постановка: Бориса Степанцева
- Оператор-постановщик: Борис Кипарисов
- Художник-постановщик: Александр Опарин
- Художник-постановщик мультипликации: Анатолий Савченко
- Музыкальная композиция: Виктора Бабушкина, Александра Гольдштейна
- Балетмейстер: Ной Авалиани
- Постановщик пантомимы: Евгений Лаговский
- Государственный симфонический оркестр кинематографии СССР
  - Дирижёр: Эмин Хачатурян
- В фильме использована музыка: Бенедетто Марчелло
- Также над фильмом работали: Владимир Виноградов, Г. Лазарев, Лена Черницкая, Н. Скрицкая, Н. Иванова, Г. Метлош, Н. Беликов, Э. Малинин, Александр Пекарь, Вадим Меджибовский, Александр Федулов, Фазиль Гасанов, Кирилл Малянтович, Маина Новожилова, Елена Строганова, О. Ткаленко, Ольга Киселёва, Грета Таар, Тамара Могилёвкина, Н. Бульбачёва, В. Егоров, В. Краузов, А. Разбаш, В. Алтунин, В. Сушкова, А. Синицын, М. Иванов, А. Рожков, Галина Дробинина, М. Парусникова, Алиса Феодориди, В. Гераскин

## Производство и художественные особенности
Фильм снят по особой видеотехнологии совмещения актёров с рисованной декорацией, преобразующей сами изображения актёров в подобие рисунков. Актёры в фильме не произносят ни слова, звучит только закадровый текст.
Борис Степанцев так рассказывал о будущем фильме:
Тут мне хочется поделиться одним дорогим для меня замыслом, который много лет томит мне душу. Очень часто в прошлом (как я уже упоминал), да и теперь случается: мультипликация стремится стать совсем как игровое кино. Целое направление гиперреалистических фильмов свидетельствует об этих усилиях, зачастую очень интересных и недостаточно полно проанализированных. Пытаясь осмыслить эти поиски, я подумал: а что если подойти с другого конца к этой проблеме? Что если использовать достижения современной фотографии в области трансформации фотоизображения соляризацией, фотографикой, превращения тонального изображения как бы в гравюрное, похожее на рисунок больше, чем на фото, и создать таким образом иллюзию ожившего рисунка, превратив живого актера в нарисованного? Не совмещать, как это делалось раньше, натурального человека с рисованными персонажами, что уже не удивляет, а снять стилистически цельный кадр, где живой актер, трансформированный съемкой и соответствующей обработкой пленки, совмещен с рисованной, не скрывающей своей условно-штриховой природы декорацией. Пробные съёмки очень обнадёживают. И, может быть, удастся сделать нечто похожее на оживший рисунок, не потерявший прелести карандашного штриха и мазка сухой кистью и вместе с тем богатый нюансами тонкой актерской игры.
Степанцев разрабатывал проект с 1974 года. Съёмкам самого фильма предшествовало создание экспериментального ролика для представления Госкино с целью подтверждения целесообразности предлагаемого творческо-производственного решения. Первоначально съёмки должны были проводиться на киностудии имени Горького, однако там не оказалось необходимого рирпроекционного оборудования, и режиссёр был направлен с проектом на «Мосфильм», где в 1978 году провёл пробные съёмки ключевых сцен будущего фильма. Несмотря на то, что их результаты доказали преимущество новой технологии, проект не получил поддержки и был перенаправлен в Творческое объединение «Экран», где Степанцев, наконец, осуществил свой замысел.
Премьера фильма состоялась на ЦТ 1 января 1983 года.

## Отзыв критика
Борис Степанцев осуществил на студии «Экран» давнюю мечту, снял романтическую феерию по мотивам «Алых парусов» Грина — фильм «Ассоль». Совмещение игрового и анимационного кино происходило здесь с помощью новейших видеотехнологий. Этот фильм можно было бы считать началом и предтечей компьютерной эры в российской анимации. Жаль, эксперименты Степанцева в своё время не были продолжены.
— Лариса Малюкова «СВЕРХкино», с. 292